# Kang Ji-young
Kang Ji-young er medlem af Kara (koreansk: 카라) en sydkoreansk pigegruppe med 5 medlemmer dannet af DSP Media i 2007. De fem medlemmer er: Park Gyuri (leder), Han Seungyeon, Goo Hara, Jung Nicole og Kang Ji-young.

## Liv og karriere
Hun gik i skole i Bongilcheon Middle School og Muhak Women's High School og graduerede fra sidstnævnte i februar 2012.

### 2008-2014: Kara
Hun sluttede sig til pigegruppen Kara i 2008 efter, at Kim Sung-hee havde forladt denne gruppe. Hun var 14 år på det tidspunkt og gjorde hende til det yngste medlem af gruppen.
Hun var den eneste koreanske kvindelige sangerinde, der blev optaget på CDTV Japans favorit Female Artist Ranking for 2011, hvor hun blev rangeret som nr. 21.
Den 15. januar 2014 blev det meddelt, at hun ville forlade gruppen, når hendes kontrakt udløb i april 2014 for at fokusere på sine studier med skuespil og sprogfærdigheder i London.

### 2014-nutid: Solokarriere
Efter at have forladt Kara, underskrev hun en kontrakt med agenturet Sweet Power for at genoptage hendes aktiviteter i Japan som skuespillerinde, ved at bruge hendes navn i Kanji, 知 英. Hun gjorde sin første optræden i den 19. Tokyo Girls Collection modeshow i Saitama Super Arena den 6. september.
Jiyoungs første arbejde i Japan var live-action af Hell Teacher Nube, hvor hun spillede helten Yukime.
I december 2015 meddelte Sony Music, at Jiyoung ville debutere som en sanger under navnet JY. Hendes første solo-single var "De sidste farvel" (最後のサヨナラ, saigo no sayonara), til OST for Japan NTV drama Higanbana.
Den 18. marts 2016 udgav hun sin debut solo-EP som JY, Radio, bestående af tre spor. To af de tre spor blev udgivet med musikvideoer. "Radio" blev skrevet af London-baserede sangskriver og producent MNEK, mens Darren Craig regisserede sin musikvideo. Radio toppede på 2-pladsen på iTunes Pop Top Song Chart. Det blev markedsført i USA og andre dele af Asien foruden Sydkorea og Japan.

## Diskografi
Se også: Kara
Soundtracks
- 2010: My love, Dae Mul (duet med Gyuri)
- 2012: Rainbow Rose, Rainbow Rose

Andet
- 2009: Nunibusyeo (Jumper feat. Jiyoung)
- 2010: MERRY LOVE (duet med Sungje)
- 2012: Mermaid Princess (med Lizzy, Bora, Sunhwa og Gayoon)

## Drama
- 2012: Rainbow Rose

## TV
- 2012: Invicible Youth 2

## Eksterne links
- Wikimedia Commons har flere filer relateret til Kang Ji-young